# Des Teufels Bad

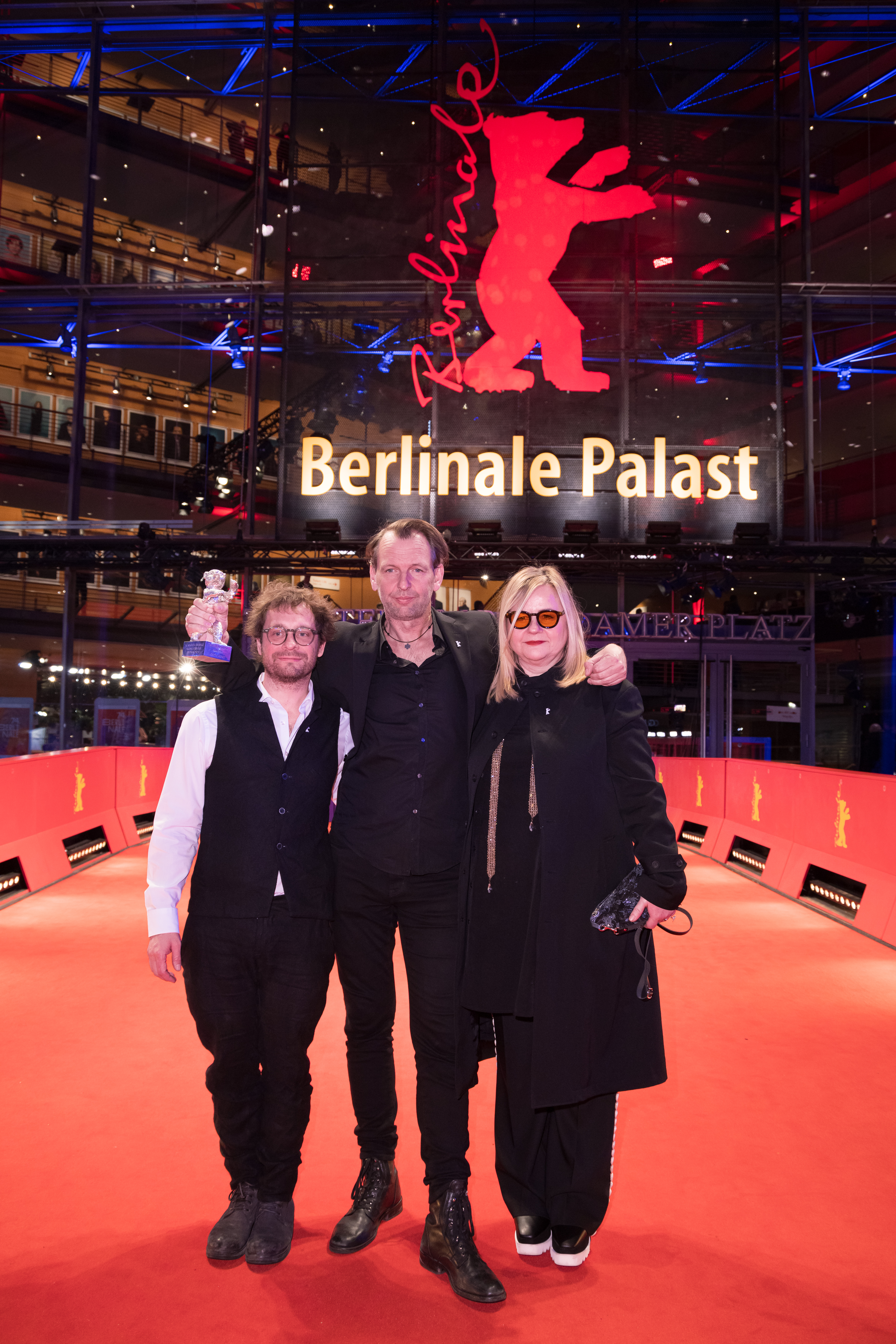
Severin Fiala, Martin Gschlacht und Veronika Franz auf der Berlinale 2024

Des Teufels Bad ist ein österreichisch-deutscher Spielfilm von Veronika Franz und Severin Fiala aus dem Jahr 2024 mit Anja Plaschg, Maria Hofstätter und David Scheid. Die Premiere erfolgte am 20. Februar 2024 im Rahmen der 74. Berlinale, wo der Film in den Wettbewerb um den Goldenen Bären eingeladen wurde und Kameramann Martin Gschlacht mit dem Silbernen Bären ausgezeichnet wurde. Am 2. August 2024 wurde der Film als österreichischer Kandidat in der Kategorie Bester internationaler Film für die Oscarverleihung 2025 ausgewählt.

## Handlung
Der Film spielt um 1750. In einer einleitenden Szene sehen wir eine Frau, die ein Baby in einem Wasserfall ertränkt, um sich im Anschluss für diese Tat den Behörden zu stellen. Nach ihrer Enthauptung sehen wir den öffentlich ausgestellten Körper mit dem abgetrennten Kopf in einem Käfig. Einige Zehen und Finger wurden bereits von der Bevölkerung abgetrennt und entwendet. 
Kurz darauf heiratet die junge Agnes den Jungbauern Wolf. Beide ziehen in ein Haus, das Wolf für sie gekauft hat. Während der Hochzeitsfeier beobachtet Agnes, wie Wolf  betrunken seinem besten Freund Lenz sagt, dass er gutaussehend sei, worauf Lenz antwortet, dass er ihn auch mag. Agnes' Bruder schenkt ihr den abgetrennten Finger der toten Frau vom Anfang des Films, was dabei helfen soll, ein Kind zu bekommen. Zurück in ihrem Haus küsst Agnes den Finger und legt ihn unter ihre Matratze. Als der betrunkene Wolf später zurückkehrt, wünscht sich Agnes Geschlechtsverkehr, da sie einen drängenden Kinderwunsch hat. Ihr Mann verhält sich aber abweisend und masturbiert lediglich.
Agnes wacht allein im Bett auf. Nachdem sie das Haus und die Stallungen durchsucht hat, zieht sie sich schnell an und macht sich auf die Suche nach Wolf. Sie trifft eine Frau mit zwei Kindern und bittet sie, sie zu dem Teich zu führen, an dem Wolf als Fischer arbeitet. Die Kinder stimmen zu, führen sie durch den Wald, rennen aber weg und verstecken sich, sodass Agnes sich verirrt. Sie entdeckt eine Zeichnung an einem Baum, die die Kindsmörderin zeigt, die das Kind den Wasserfall hinunterwirft, und ihre anschließende Hinrichtung. Sie findet die Leiche der Frau, aufrecht auf einem kleinen Altar sitzend.
In der folgenden Nacht versucht Agnes erneut, mit dem nun nüchternen Wolf intim zu werden, doch er weist sie zurück und schläft ein. Am nächsten Tag betet Agnes in der Kirche zu einer Wachspuppe des Jesuskindes um ein Kind. Früh am Morgen geht sie zu dem Teich, wo Wolf arbeitet, in der Hoffnung, Fische zu fangen, bleibt jedoch im Schlamm stecken. Als Wolf und die anderen Arbeiter ankommen, tadelt er sie für ihre Unvorsichtigkeit und sagt ihr, dass sie hätte ertrinken können. In der Nacht klopft jemand an ihre Tür und teilt Wolf mit, dass Lenz sich erhängt hat. Wolf eilt zum Ort des Geschehens, und er und seine Freunde schaffen Lenz' Leichnam fort, während dessen Mutter sie anfleht, ihn ihr zur Beerdigung zu überlassen.
Am nächsten Tag hält der Priester eine Predigt und erklärt, dass Lenz nicht begraben werden kann, da Selbstmord eine Sünde und schlimmer als Mord ist. Er erklärt weiter, dass die Frau, die ihr Baby den Wasserfall hinunterwarf, zumindest gerettet wurde, da sie vor ihrer Hinrichtung gebeichtet hatte und ihr vergeben wurde. Auf dem Heimweg verletzt Agnes sich selbst, indem sie sich die Zunge schneidet, und legt sich dann neben die kopflose Leiche der Wasserfallfrau. Spät in der Nacht kehrt sie nach Hause zurück und hört, wie Wolfs Mutter sich bei ihm über sie beschwert und sie eine Belastung nennt, da sie nicht schwanger wird. Agnes wird immer depressiver und geht wieder weg.
Am nächsten Morgen findet Agnes’ Bruder sie schlafend in seiner Scheune. Wolf versucht, sie nach Hause zu holen, aber sie weigert sich, also trägt er sie zurück. Eine verzweifelte Agnes bleibt im Bett und erledigt keine ihrer Aufgaben. Das Essen verdirbt, und die Ziegen werden krank und müssen geschlachtet werden. Agnes wird zu einem Bader geschickt, der ihr ein Stück Pferdehaar durch den Nacken näht und ihr sagt, sie müsse es immer wieder bewegen, damit die Wunde eitert und das "Gift" aus ihrem Kopf austritt. Auf dem Heimweg findet sie ein unbeaufsichtigtes Baby im Wald und bringt es mit nach Hause. Sie erklärt Wolf und seiner Mutter, dass es ein Wunder sei, aber sie sind entsetzt und fordern sie auf, das Baby zurückzubringen.
Als ihre Depression schlimmer wird, beschließt Agnes, sich mit Rattengift umzubringen. Von Schmerzen geplagt und erbrechend, fleht sie Wolf an, einen Priester zu holen. Er geht, kommt aber allein zurück und sagt ihr, der Priester sei nicht da, aber sie könnten ihn am nächsten Tag gemeinsam besuchen. Verzweifelt, dass sie sterben könnte, ohne zu beichten, gesteht sie, dass sie das Gift genommen hat, und Wolf zwingt sie, es auszuwürgen. Am nächsten Morgen kleiden Wolf und seine Mutter Agnes an, und Wolf bringt sie zurück zu ihrer Mutter und ihrem Bruder und erklärt, dass sie vom Teufel besessen sei und versucht habe, sich umzubringen.
Am nächsten Morgen wacht Agnes früh auf, zieht sich an und geht in Richtung Stadt. Unterwegs trifft sie eine Gruppe von Kindern, die Holz sammeln, und bittet einen Jungen, sie zu einem kleinen Schrein im Wald zu führen. Sie verspricht ihm eine Belohnung, wenn er mit ihr ein Gebet spricht. Nachdem er fertig ist, sticht sie ihm in den Hals. Der Junge überlebt den ersten Schnitt und beginnt zu schreien. Sie sagt ihm, dass er jetzt nie wieder sündigen wird und ein Engel vor Gott sein wird, bevor sie ihm die Kehle durchschneidet und er in ihren Armen stirbt. Anschließend geht sie zu einer Burg und gesteht, dass sie ein Verbrechen begangen hat.
Agnes wird in eine Zelle gesperrt und beichtet dem Priester. Sie gesteht, dass sie nicht mehr in dieser Welt leben möchte, aber Vergebung wollte, bevor sie stirbt. Sie tötete den Jungen in dem Wissen, dass sie so ihre letzte Beichte ablegen und vor ihrer Hinrichtung absolviert werden könnte, da sie keinen anderen Ausweg sah. Der Priester spricht sie von ihren Sünden frei, und sie beginnt unkontrolliert zu lachen und zu weinen.
Eine jetzt katatonische Agnes wird in Tierhaut eingenäht und durch die Stadt zum Altar gezogen, wo sie hingerichtet werden soll. Der Henker setzt ihr eine Kapuze auf den Kopf, und sie beginnt leise zu singen. Ein junges Mädchen in der Menge erkennt das Lied und singt mit, bis es abrupt endet, als der Henker Agnes mit einem Schwert enthauptet. Während ihr Mann weint, drängt sich die Menge vor, und Musiker beginnen, eine fröhliche Melodie zu spielen. Das Blut, das aus Agnes' Hals spritzt, wird in einem Eimer aufgefangen, und die Dorfbewohner bezahlen Geld, um daraus zu trinken.

## Produktion und Hintergrund
Die Dreharbeiten fanden an 40 Drehtagen von November 2020 bis Jänner 2022 in Litschau in Niederösterreich und in Nordrhein-Westfalen statt. Gedreht wurde unter anderem im Januar 2022 auf der Burgruine Neuenberg in der Nähe der Ortschaft Scheel in der Gemeinde Lindlar im Oberbergischen Land. Für eine Hinrichtungsszene wurden im Dezember 2021 über 400 Komparsen und Kleindarsteller gesucht. Das Hauptmotiv befindet sich in Josefsthal in der Gemeinde Litschau, der Hof der Schwiegermutter in Saaß.
Produziert wurde der Film von der österreichischen Ulrich Seidl Film Produktion GmbH (Produzent Ulrich Seidl) in Koproduktion mit der deutschen Heimatfilm (Produzentin Bettina Brokemper). Den Vertrieb übernahm in Österreich Filmladen. Unterstützt wurde die Produktion vom Österreichischen Filminstitut, vom Filmfonds Wien, von Filmstandort Austria (FISA) und vom Land Niederösterreich, dem Deutschen Filmförderfonds, der Film- und Medienstiftung NRW sowie Eurimages. Beteiligt waren der Österreichische Rundfunk, der Bayerische Rundfunk und Arte.
Die Kamera führte Martin Gschlacht, die Montage verantwortete Michael Palm und das Casting Henri Steinmetz. Den Ton gestaltete Andreas Hildebrandt, das Sound Design Matz Müller, das Kostümbild Tanja Hausner, das Szenenbild Andreas Donhauser und Renate Martin und die Maske Judith Kröher Falch und Tünde Kiss-Benke.
Hauptdarstellerin Anja Plaschg schrieb die Filmmusik. Das Soundtrack-Album wurde Mitte März 2024 digital und am 12. April als physischer Tonträger veröffentlicht.
Auf das Thema des mittelbaren Selbstmords oder indirekten Selbstmords kam das Regieduo über einen Podcast, in dem die Historikerin Kathy Stuart den mittelbaren Selbstmord als Weg anführte, das Kirchendogma zu umgehen. Stuart erstellte den Begriff „Suicide by Proxy“, um die Praxis zu erklären. Später stellte sie historische Gerichtsprotokolle zur Verfügung. Die Handlung orientiert sich an diesen historischen Quellen und an Barbara Zuber-Goldsteins Forschung zum sozialgeschichtlichen Umfeld. Der Titel bezieht sich auf die Melancholie als „Bad des Teufels“.

## Veröffentlichung
Die Premiere erfolgte am 20. Februar 2024 im Rahmen der 74. Berlinale, wo der Film in den Wettbewerb um den Goldenen Bären eingeladen wurde. Österreich-Premiere war im Wiener Gartenbaukino, der Kinostart in Österreich am 8. März 2024. Im Juni 2024 wird der Film beim Tribeca Film Festival vorgestellt. Der Kinostart in Deutschland war am 14. November 2024.

## Rezeption
Christoph Petersen vergab auf filmstarts.de vier von fünf Sternen. Das Regieduo mische niederschmetterndes Depressions-Drama und horrorhafte Mittelalter-Ikonografie zu einem hammerharten Brett von einem Film.
Maria Engler bewertete den Film auf cineman.ch mit zwei von fünf Sternen. Der Film sei vorhersehbar erzählt und biete außer einigen wenigen Schockmomenten wenig Spannung. Interessant werde es erst ganz zum Schluss. Obwohl die Hintergründe und verhandelten Themen hochinteressant seien, gelinge es nicht, die Aufmerksamkeit über die volle Laufzeit des Films zu fesseln. Die Charakterstudie sei einerseits schwer zu ertragen, gleichzeitig aber auch schnell redundant und dröge, die Hauptfigur bleibe zu blass.
Im internationalen Kritikerspiegel des Branchenmagazins Screen International erhielt Des Teufels Bad 3,1 von 4 möglichen Sternen und belegte nach Aufführung von 17 der 20 Wettbewerbsfilme gemeinsam mit My Favourite Cake einen geteilten ersten Platz.
Julia Schafferhofer vergab in der Kleinen Zeitung vier von fünf Punkten. Wie Anja Plaschg in der Titelrolle ihr seelisches Leid, ihre tiefschwarzen Gedanken und ihre Qualen spielerisch vor der Kamera übersetzt, sei umwerfend und beeindrucke nachhaltig. Die österreichische Programmzeitschrift TV-Media bewertete den Film mit zwei von vier Punkten. Der Film sei düster und packend, komme aber nicht an Ich seh Ich seh heran.
Die Religionswissenschaftlerin Kathrin Trattner besprach den religionshistorischen Hintergrund des Films: „Der Film befasst sich auf eindrückliche Art und Weise mit einem wenig bekannten historischen Phänomen. An der Schwelle zur Aufklärung, insbesondere ab 1650, häufen sich im deutschsprachigen Raum Fälle von dem, was Juristen des 18. Jahrhunderts als ‚mittelbaren Selbstmord‘ bezeichneten: Morde, die begangen werden, um die eigene Hinrichtung herbeizuführen und damit der ewigen Verdammnis eines direkten Selbstmordes zu entgehen. Besonders viele dieser über 400 dokumentierten Fälle betrafen Frauen, die Opfer waren oftmals Kinder.“
Für Alexandra Wach (Filmdienst) zeichnet „das düstere Drama das Psychogramm einer verzweifelten Frau, die von einem rigiden Glaubenskodex in die Katastrophe getrieben wird“. „Diese altmeisterliche Vita dolorosa“ kosten die Regisseurinnen „bis zum bitteren Ende einer verzweifelten, hochemotionalen Beichte aus. Als Vorlage dienten historische Gerichtsprotokolle, die ähnliche Fälle dokumentierten“. Der überzeugend ausgestattete und gespielte Film droht durch Folk-Horror-Elemente bisweilen allerdings ins Groteske zu kippen.

## Auszeichnungen und Nominierungen
Berlinale 2024
- Auszeichnung mit dem Silbernen Bären in der Kategorie Herausragende künstlerische Leistung (Martin Gschlacht, Kamera)[7]
- Nominierung für den Goldenen Bären[6]
- Nominierung für den Teddy Award[38]

Deutsche Film- und Medienbewertung (FBW)
- Prädikat „besonders wertvoll“

Thomas-Pluch-Drehbuchpreis 2024
- Auszeichnung mit dem Hauptpreis (Veronika Franz und Severin Fiala)[39][40]
- Nominierung für den Spezialpreis der Jury (Veronika Franz und Severin Fiala)

Diagonale 2024
- Auszeichnung in der Kategorie Bestes Sounddesign Spielfilm (Matz Müller)[41]
- Auszeichnung mit dem Kodak Analog-Filmpreis (Martin Gschlacht)[42]

Österreichischer Filmpreis 2024
- Auszeichnung in der Kategorie Bester Spielfilm (Produktion Ulrich Seidl)[43][44]
- Auszeichnung in der Kategorie Beste weibliche Hauptrolle (Anja F. Plaschg)
- Auszeichnung in der Kategorie Beste weibliche Nebenrolle (Maria Hofstätter)
- Nominierung in der Kategorie Beste Regie (Veronika Franz, Severin Fiala)
- Nominierung in der Kategorie Bestes Drehbuch (Veronika Franz, Severin Fiala)
- Nominierung in der Kategorie Bestes Casting (Henri Steinmetz)
- Auszeichnung in der Kategorie Beste Kamera (Martin Gschlacht)
- Auszeichnung in der Kategorie Beste Montage (Michael Palm)
- Auszeichnung in der Kategorie Bestes Maskenbild (Judith Kröher Falch, Tünde Kiss-Benke)
- Auszeichnung in der Kategorie Bestes Szenenbild (Andreas Donhauser, Renate Martin)
- Auszeichnung in der Kategorie Beste Musik (Anja F. Plaschg/Soap&Skin)

Österreichischer Kandidat für den besten internationalen Film für die Oscarverleihung 2025
Sitges Festival Internacional de Cinema Fantàstic de Catalunya 2024
- Auszeichnung mit dem Hauptpreis für den besten Spielfilm[45][46]
- Auszeichnung mit dem Kritikerpreis
- Auszeichnung mit dem Preis der Jugendjury

Film Festival Cologne 2024
- Auszeichnung mit dem Filmpreis NRW (Produzentin Bettina Brokemper/Heimatfilm GmbH + CO KG)[47]

Europäischer Filmpreis 2024
- Auszeichnung in der Kategorie Bestes Kostümbild (Tanja Hausner)[48]

Internationales Filmfestival von Stockholm 2024
- Auszeichnung für die beste Bildgestaltung (Martin Gschlacht)[49]

Der Papierene Gustl 2024
- Auszeichnung als bester Film des Jahres (Veronika Franz und Severin Fiala, Verleih Filmladen)[50]
- Auszeichnung als bester österreichischer Film